# Brits-Indië op de Olympische Zomerspelen 1928
Brits-Indië nam deel aan de Olympische Zomerspelen 1928 in Amsterdam, Nederland. Het mannenhockeyteam won goud. Het zou het begin zijn van een hegemonie die zich - vanaf 1948 onder naam India - nog vijf opeenvolgende keren zou herhalen, tot en met het hockeytoernooi van 1956.

## Medailleoverzicht
| Sport  | Olympiër | Discipline | Medaille |
| ------ | --- | ---------- | -------- |
| Hockey | Richard Allen Dhyan Chand Michael Gateley William Goodsir-Cullen Leslie Hammond Feroze Khan George Marthins Rex Norris Broome Pinniger Michael Rocque Frederic Seaman Ali Shaukat Jaipal Singh Sayed Yusuf | mannen     | Goud     |

## Deelnemers en resultaten

### Atletiek
| Olympiër        | Discipline             | Resultaat   | Prestatie                            |
| --------------- | ---------------------- | ----------- | ------------------------------------ |
| R. Burns        | 100m (m)               | series      | serie 11: 6de                        |
| R. Burns        | 200m (m)               | series      | serie 3: 4de                         |
| James Hall      | 200m (m)               | series      | serie 8: 4de                         |
| James Hall      | 400m (m)               | kwartfinale | serie 9: 2de kwartfinale 1: 5de      |
| J. Murphy       | 800m (m)               | series      | serie 7: 7de                         |
| Gurbachan Singh | 1500m (m)              | DNS         | serie 6: niet gestart                |
| Gurbachan Singh | 5000m (m)              | DNF         | serie 3: niet gefinisht              |
| Chavan Singh    | 5000m (m)              | DNS         | serie 1: niet gestart                |
| Chavan Singh    | 10000m (m)             | DNF         | niet gefinisht                       |
| S. Abdul Hamid  | 110m horden (m)        | series      | serie 9: 4de                         |
| S. Abdul Hamid  | 400m horden (m)        | series      | serie 6: 6de                         |
| Gurbachan Singh | 3000m steeplechase (m) | DNS         | serie 1: niet gestart                |
| Dalip Singh     | verspringen (m)        | 37e         | kwalificatie groep 2: 8ste met 6,45m |
| Dalip Singh     | hink-stap-springen (m) | DNS         | kwalificatie groep 2: niet gestart   |

### Hockey
| Olympiër | Discipline | Resultaat | Prestatie |
| --- | ---------- | --------- | --- |
| Richard Allen Dhyan Chand Michael Gateley William Goodsir-Cullen Leslie Hammond Feroze Khan George Marthins Rex Norris Broome Pinniger Michael Rocque Frederic Seaman Ali Shaukat Jaipal Singh Sayed Yusuf | mannen     | Goud      | groep A: 1ste W van Oostenrijk: 6-0 W van België: 9-0 W van Denemarken: 5-0 W van Zwitserland: 6-0 finale: W van Nederland: 3-0 |

| Groep A |             |             |             |             |             |            |            |            |        |
| #       | Land        | Wedstrijden | Wedstrijden | Wedstrijden | Wedstrijden | Doelpunten | Doelpunten | Doelpunten | Punten |
| #       | Land        | G           | W           | G           | V           | V          | T          | Saldo      | Punten |
| 1       | Brits-Indië | 5           | 3           | 2           | 0           | 26         | 0          | +26        | 8      |
| 2       | België      | 5           | 2           | 3           | 0           | 8          | 9          | -1         | 6      |
| 3       | Denemarken  | 5           | 2           | 2           | 1           | 5          | 8          | −3         | 4      |
| 4       | Zwitserland | 5           | 2           | 1           | 2           | 2          | 11         | −9         | 2      |
| 5       | Oostenrijk  | 5           | 1           | 1           | 3           | 1          | 14         | −13        | 0      |

| Ronde      | Datum     | Plaats      | Land | Score       | Land |
| ---------- | --------- | ----------- | ---- | ----------- | ---- |
| Groepsfase |           |             |      |             |      |
| 17 mei     | Amsterdam | Brits-Indië | 6-0  | Oostenrijk  |      |
| 18 mei     | Amsterdam | Brits-Indië | 9-0  | België      |      |
| 20 mei     | Amsterdam | Brits-Indië | 5-0  | Denemarken  |      |
| 22 mei     | Amsterdam | Brits-Indië | 6-0  | Zwitserland |      |
| Finale     |           |             |      |             |      |
| 26 mei     | Amsterdam | Brits-Indië | 3-0  | Nederland   |      |

### Zwemmen
| Olympiër    | Discipline           | Resultaat | Prestatie             |
| ----------- | -------------------- | --------- | --------------------- |
| D. D. Mulji | 100m vrije slag (m)  | DNS       | serie 4: niet gestart |
| D. D. Mulji | 400m vrije slag (m)  | DNS       | serie 6: niet gestart |
| D. D. Mulji | 1500m vrije slag (m) | DNS       | serie 4: niet gestart |

1908: Engeland ·
1920: Groot-Brittannië ·
1928: Brits-Indië ·
1932: Brits-Indië ·
1936: Brits-Indië ·
1948: India ·
1952: India ·
1956: India ·
1960: Pakistan ·
1964: India ·
1968: Pakistan ·
1972: West-Duitsland ·
1976: Nieuw-Zeeland ·
1980: India ·
1984: Pakistan ·
1988: Groot-Brittannië ·
1992: Duitsland ·
1996: Nederland ·
2000: Nederland ·
2004: Australië ·
2008: Duitsland ·
2012: Duitsland ·
2016: Argentinië ·
2020: België ·
2024: Nederland
Argentinië · Australië · België · Brits-Indië · Bulgarije · Canada · Chili · Cuba · Denemarken · Duitsland · Egypte · Estland · Filipijnen · Finland · Frankrijk · Griekenland · Groot-Brittannië · Haïti · Hongarije · Ierland · Italië · Japan · Joegoslavië · Letland · Litouwen · Luxemburg · Malta · Mexico · Monaco · Nederland · Nieuw-Zeeland · Noorwegen · Oostenrijk · Panama · Polen · Portugal · Roemenië · Spanje · Tsjecho-Slowakije · Turkije · Uruguay · Verenigde Staten · Zuid-Afrika · Zuid-Rhodesië · Zweden · Zwitserland